# Sônia Braga
Sônia Maria Campos Braga (Maringá, 8 juni 1950) is een Braziliaanse actrice.
In Brazilië werd ze in de jaren 70 bekend van haar rol in de telenovelle Gabriela. Na meerdere andere Braziliaanse films en series verhuisde ze in de jaren 80 naar de Verenigde Staten om daar haar acteercarrière voort te zetten.
In 1986 was ze jurylid van het Filmfestival van Cannes.
Ze speelde mee in verschillende Amerikaanse televisieseries zoals Sex and the City, Law & Order, CSI: Miami, Alias en Ghost Whisperer. Haar bekendste film is Angel Eyes uit 2001 met Jennifer Lopez.
Sônia Braga is een tante van Alice Braga.

## Filmografie

### Film
- A Moreninha (1970)
- Cléo e Daniel (1970)
- Mestiça, a Escrava Indomável (1973)
- O Casal (1975)
- Dona Flor e seus dois maridos (1976)
- A Dama do Lotação (1978)
- Eu Te Amo (1981)
- Gabriela (1983)
- Kiss of the Spider Woman (1985)
- Moon Over Parador (1988)
- The Milagro Beanfield War (1988)
- The Rookie (1990)
- Roosters (1993)
- Two Deaths (1995)
- From Dusk Till Dawn 3: The Hangman's Daughter (2000)
- Angel Eyes (2001)
- Memórias Póstumas (2001)
- Perfume (2001)
- Empire (2002)
- Testosterone (2003)
- Scene Stealers (2004)
- Amália Traïda (2004) - zwart-wit korte film
- Che Guevara (2005)
- Sea of Dreams (2005)
- Bordertown (2006)
- The Hottest State (2006)
- Lope (2010)
- Aquarius (2016)
- The First Omen (2024)

### TV
- The Cosby Show, aflevering Mrs. Westlake en An Early Spring (1986)
- Sex and the City (2001)
- Law & Order (2003)
- CSI: Miami (2005)
- Alias (2005)
- Ghost Whisperer (2005)
- Luke Cage (2016)